# Kim En Joong
Kim En Joong, (en chosŏn'gŭl : 김인중) né le 10 septembre 1940 dans le district de Buyeo (Corée du Sud), est un prêtre dominicain sud-coréen, peintre, vitrailliste et artiste de renom.

## Biographie
Né en 1940, Kim En Joong est élevé dans une famille de huit enfants dans la tradition taoïste.
Le jeune Kim En Joong a six ans lorsque sa famille s'installe à Taejon (1946). C'est là que le garçon découvre la couleur dans les imprimés abandonnés par les Japonais qui viennent de quitter la Corée. En 1950, éclate la Guerre de Corée. De 1947 à 1959, il fait ses études dans cette ville jusqu'au lycée, et il commence à pratiquer la calligraphie. À dix sept ans, il suit les cours libres de dessin du lycée et il prépare le concours d'entrée à l'école des beaux-arts de Séoul où il est admis en 1959.
Ses études supérieures sont troublées par l'agitation qui règne chez les étudiants des beaux-arts en 1960, mais aussi parce qu'il doit se plier à la préparation très dure du service militaire, à l'école même. Il est mobilisé en 1963 comme lieutenant d'infanterie. Malgré les bons rapports qu'il entretient avec les soldats, cette guerre et la séparation de la Corée en deux parties le font beaucoup souffrir. De retour du front, il reprend la peinture avec la nature pour thème principal : oiseaux, fleurs, etc. Un critique américain écrit, à propos de son travail « Kim a intégré le monde de Miró et la matière de Dubuffet. »
Libéré des obligations militaires en 1965, il obtient un poste d'assistant en cours de dessin du petit séminaire catholique de Séoul où il découvre le catholicisme. Il est baptisé en 1967.
Kim En Joong arrive en Europe en 1969. D'abord étudiant en philosophie en Suisse il entre dans l'Ordre des Dominicains et fait son noviciat au couvent des dominicains de Fribourg, il est encouragé dans la religion catholique et soutenu dans son talent de peintre par les pères Pfister et Geiger, qui lui conseillent d'aller à Paris et facilitent son transfert pour continuer sa vie d'apostolat et d'artiste peintre.
Il est ordonné prêtre en 1974 et il est assigné au couvent de l’Annonciation au 222 rue du Faubourg-Saint-Honoré à Paris en 1975 où il vit et travaille.

## Œuvre
Représentatives du paysagisme abstrait, ses toiles non figuratives, nourries de notions techniques neuves sur l'espace et la perspective, imposent un dépaysement, point de départ d'une quête du mystère divin. Kim En Joong aborde les très grands formats en 1996 (Fragments d'un monde inconnu).
Reconnues par les hautes instances de sa communauté, comme les maîtres de l'Ordre Dominicain Damian Byrne, Timothy Radcliffe et Carlos Aspiroz Costa, mais aussi par les critiques et les directeurs artistiques du monde entier, les peintures du père Kim sont exposées en Europe (Paris, Rome, Zurich, Dublin, etc.), aux États-Unis (San Francisco, New York, Chicago) et en Extrême-Orient (Tokyo, Séoul, Pékin). Ses œuvres figurent aussi bien dans les galeries des capitales et les musées que dans les couvents et les monastères. Il crée les vitraux de nombreuses églises et chapelles.
Il collabore à plusieurs reprises avec l'écrivain, poète et calligraphe français d'origine chinoise François Cheng : ils publient notamment Quand les âmes se font chant en 2014 chez Bayard, ouvrage réédité en 2018, qui se présente comme le dialogue entre des œuvres de deux artistes : « Le livre renoue avec l’ancestral dialogue qui prévaut en Asie entre la peinture et la poésie. Quand ses pages s’entrouvrent, elles semblent les deux ailes prêtes à s’élancer, elles suggèrent le jaillissement, le bond et l’ouvert, la palpitation d’un élan. La rainure du livre concrétise en miniature – comme ces jardins asiatiques de minuscule dimension – une réalité cosmogonique et un concept philosophique. Ravin du livre, le pli unit et sépare les deux propositions artistiques. »

## Style
Dans ses œuvres picturales ce qui frappe, c'est l'impression de « liquidité » ou de « fluidité » des pigments utilisés. Grâce à des couleurs délicates, pures et limpides, Kim En Joong restitue un spectacle féerique  en jouant à la fois sur la vivacité des tons et les contrastes subtils.
La quête mystique de cet artiste se traduit principalement  par son souci de pénétrer l'essence des choses et de rendre visible ce qui est a priori invisible. Comme peintre de la lumière, il réussit souvent  un tel dévoilement.

### Vitraux
Les vitraux du père Kim ornent de nombreux édifices religieux en Europe et dans le monde :
- Couvent des dominicains de Fribourg, Suisse (1973)
- Paroisse Saint-Jean-Baptiste d'Angoulême (1987) : Hommage à saint Aumaître
- Cathédrale d'Évry (1998-1999)
- Monastère Sainte-Catherine-de-Sienne[7] de Drogheda, en Irlande (1998)
- Iona House, chapelle des sœurs dominicaines, Belfast, Irlande du Nord (1999)
- Chapelle de Perguet à Bénodet en Bretagne (2000–2002)
- Chapelle du couvent (salle capitulaire) de l'église Sainte-Sabine de Rome (2000)
- Chapelle du monastère Saint-Dominique[8], Dax (2001)
- Quinn School of Business, Dublin, Irlande (2002)
- Église de Graignamanagh, Irlande (2002)
- Église des Dominicains, Zurich, Suisse (2002)
- Chapelle de la paroisse Sankt Gerold, Autriche (2003)
- Église Saint-Joseph-Artisan (Paris), 10e arrondissement (2005)
- Monastère de Ganagobie, Ganagobie (2005)
- Crypte de la chapelle Sainte-Catherine de la cathédrale Notre-Dame de Chartres, Chartres (2006)
- Château de Cauneille, chapelle, Cauneille (2006)
- Église Saint-Martin de Thorigné-d'Anjou (2006)
- Chapelle du lycée Montalembert, Nogent-sur-Marne (2006)
- Église de la Sainte-Trinité, Daejon, Corée du Sud (2006)
- Chapelle du couvent des franciscaines de Jésus-Hostie (Paris), 17e arrondissement (2007-2008)
- Chapelle Saint-Fiacre, Tours (2007)
- Chapelle des dominicaines, Brioude (2007)
- Paroisse de la Sainte-Trinité de Lyon (2007)
- Basilique Saint-Julien de Brioude[9] en Auvergne (2007-2008)
- Église Saint-Patrick, Dublin, Irlande (2008)
- Église Saint-Pierre-Saint-Paul de Montceaux-l'Étoile : Le Paradis[10] (2008)
- Abbaye Sainte-Marie de Fontfroide, chapelle des Morts, Narbonne (2009)
- Chœur de la collégiale Saint-Thiébaut de Thann, Thann (2010)[11]
- Couvent des dominicains, Louvain-la-Neuve, Belgique (2010)
- Chapelle du couvent des dominicaines Notre-Dame-de-Layre, Ambert (2010-2013)
- Chapelle Notre-Dame du Kreisker à Saint-Pol-de-Léon[12],[13] (2012)
- Mairie de Mably[14] (2013)
- Vitraux de l'église Saint-Pierre-Saint-Paul, Diennes-Aubigny (2013)
- Vitraux de l’Église Saint-Martial, Orgnac-sur-Vézère[15] (2013)
- Cinq verrières des chapelles Saint-Lambert et Saint-Joseph de la Cathédrale Saint-Paul de Liège, Liège[16] (2013)
- Chapelle du Couvent des Sœurs de Marie Réparatrice, Tamatave, Madagascar (2013)
- Église Saint-Martin, Ajat (2014)
- Vitraux du Monastère Notre-Dame de Sereys, Chomelix (2014)
- Chapelle Saint-Dominique, Institut Montalembert, Nogent-sur-Marne (2014)
- Sept vitraux pour la Chapelle de La Bâtiaz, Martigny, Suisse, (2014)
- Église Saint-Rémi et Chapelle Saint-Léon, Maisons-Alfort[17] (2014)
- Congrégation des Lazaristes, Maison Antoine Portail, Paris (2015)
- Cathédrale Saint-Mel, Longford, Irlande (2015)
- Chapelle de Cupelin, Saint-Gervais-les-Bains (2015)
- Basilique Nationale du Sacré-Cœur, Espace Cardinal Danneels, Bruxelles, Belgique (2016)
- Chapelle de l’école Lacordaire, Marseille (2016)
- Neuf vitraux de l'église Saint-Gervais-Saint-Protais, Saint-Gervais-les-Bains (2016)
- Passage Kim En Joong, Ambert (2019)
- Vitrages colorés et non vitraux à la Cathédrale Sainte-Marie-de-l'Assomption, Vaison-la-Romaine (2019)
- Monastère des Dominicaines, Rieste, Allemagne (2019]
- Église de la Transfiguration, Chapelle Emmanuel, Orleans, États-Unis, (2020)
- Église Saint-Martin, Thorigné-d'Anjou (2020)
- Chapelle du Château de Kergroadès, Brélès (2020)
- Cathédrale Notre-Dame de N'Djaména, N'Djaména (2021)
- Église Notre Dame de l'Assomption, Vallorcine (2022)
- Cloître de la Collégiale de Saint-Ursanne (2024)

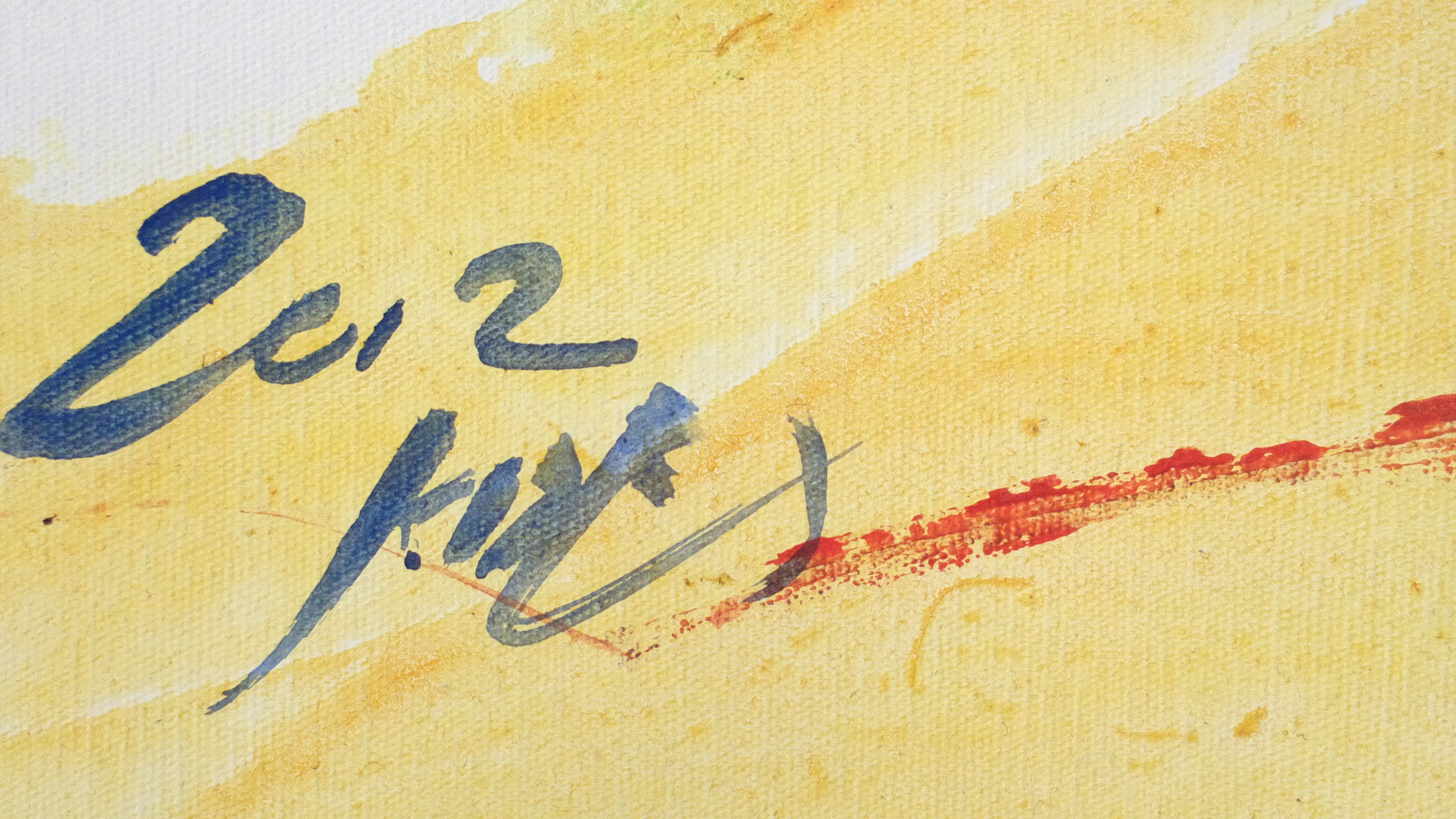
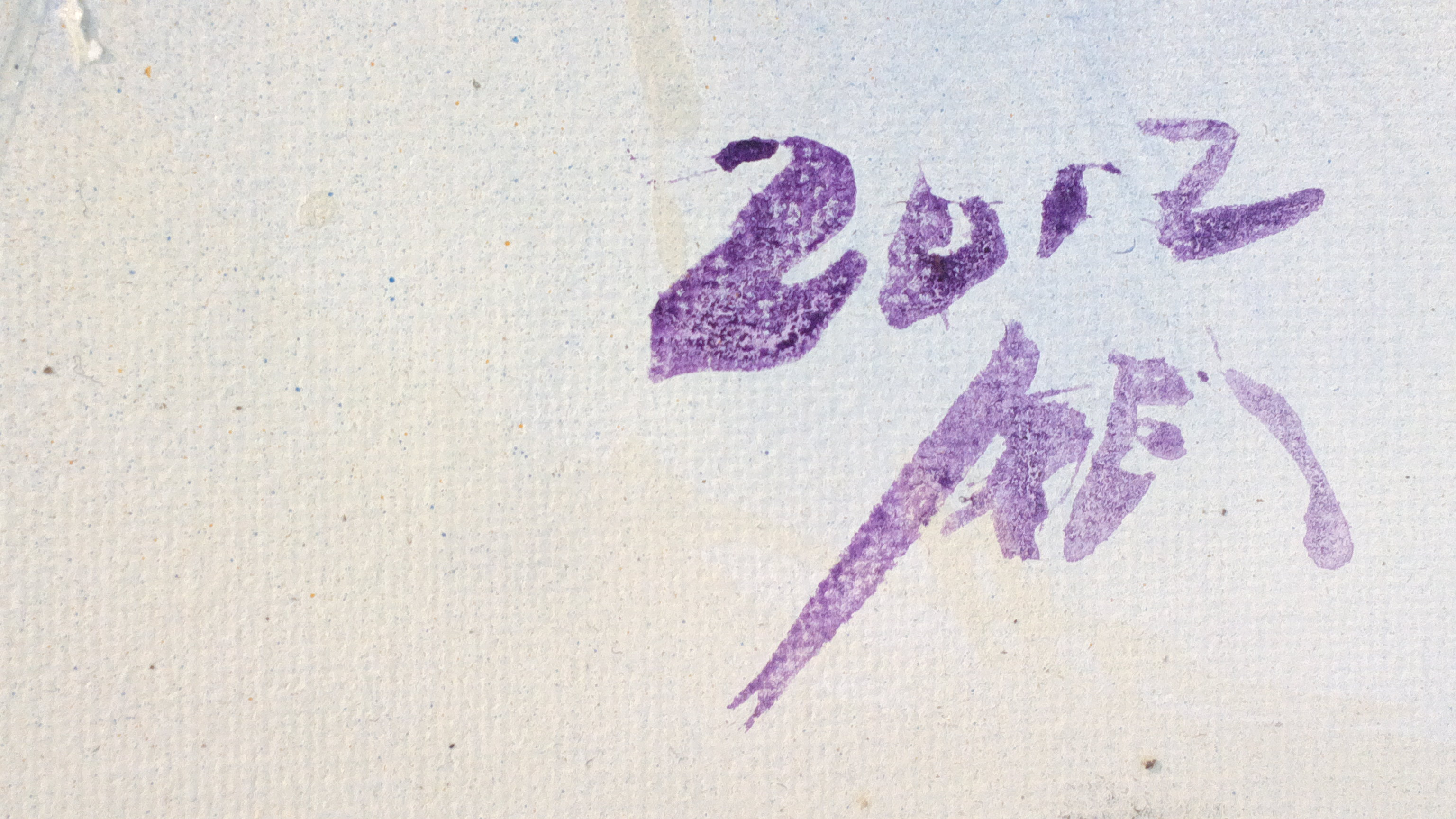
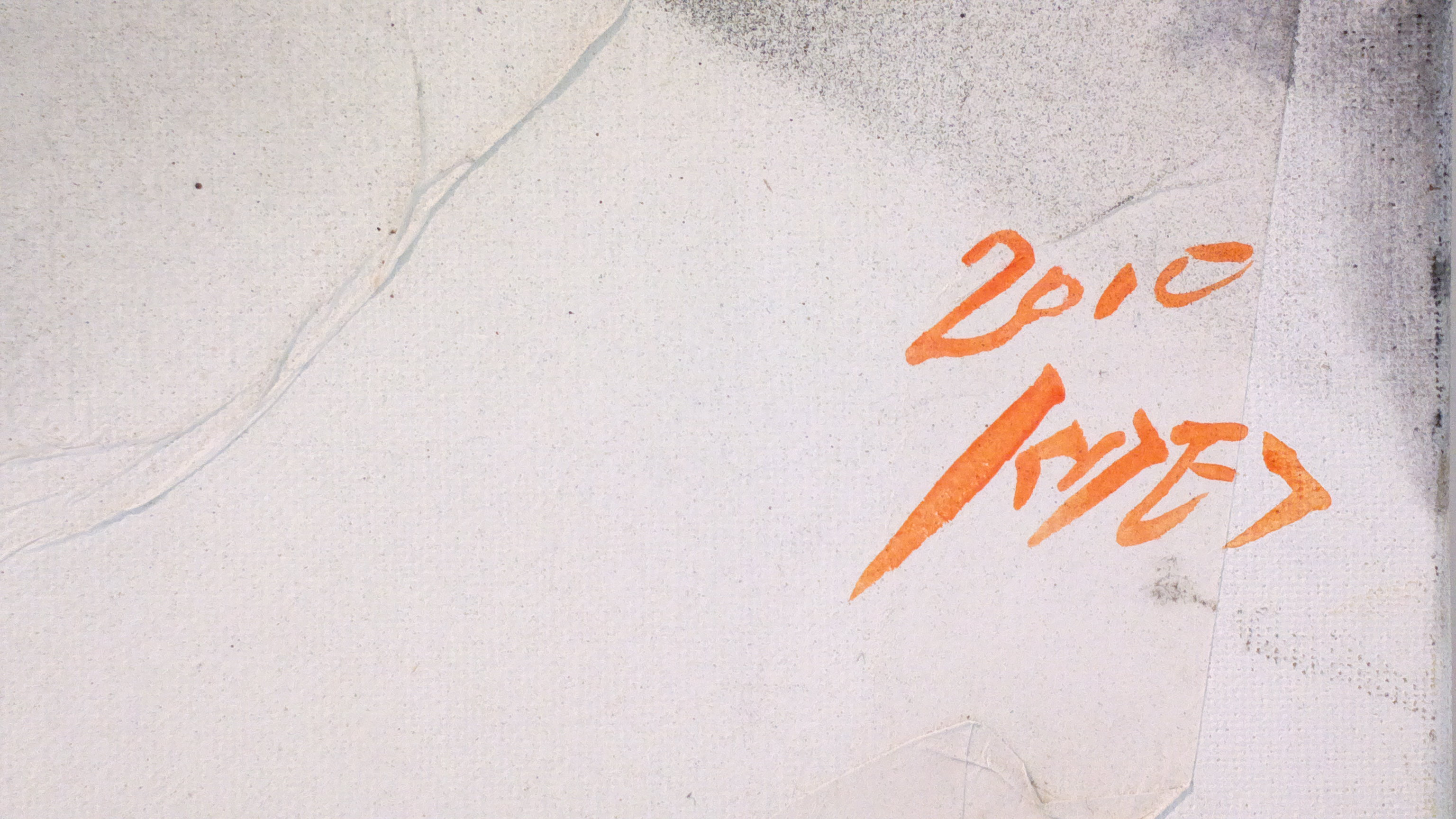
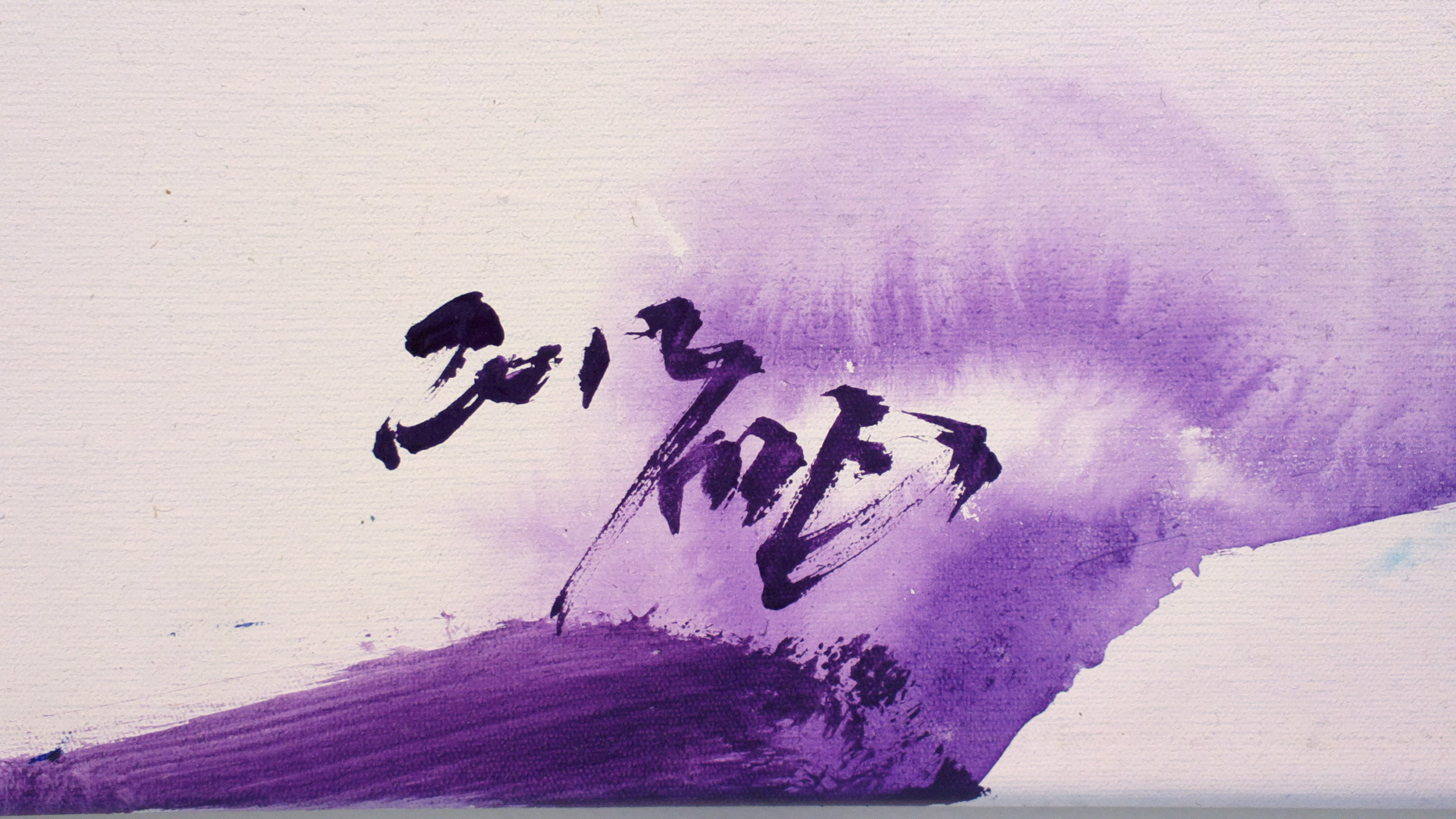
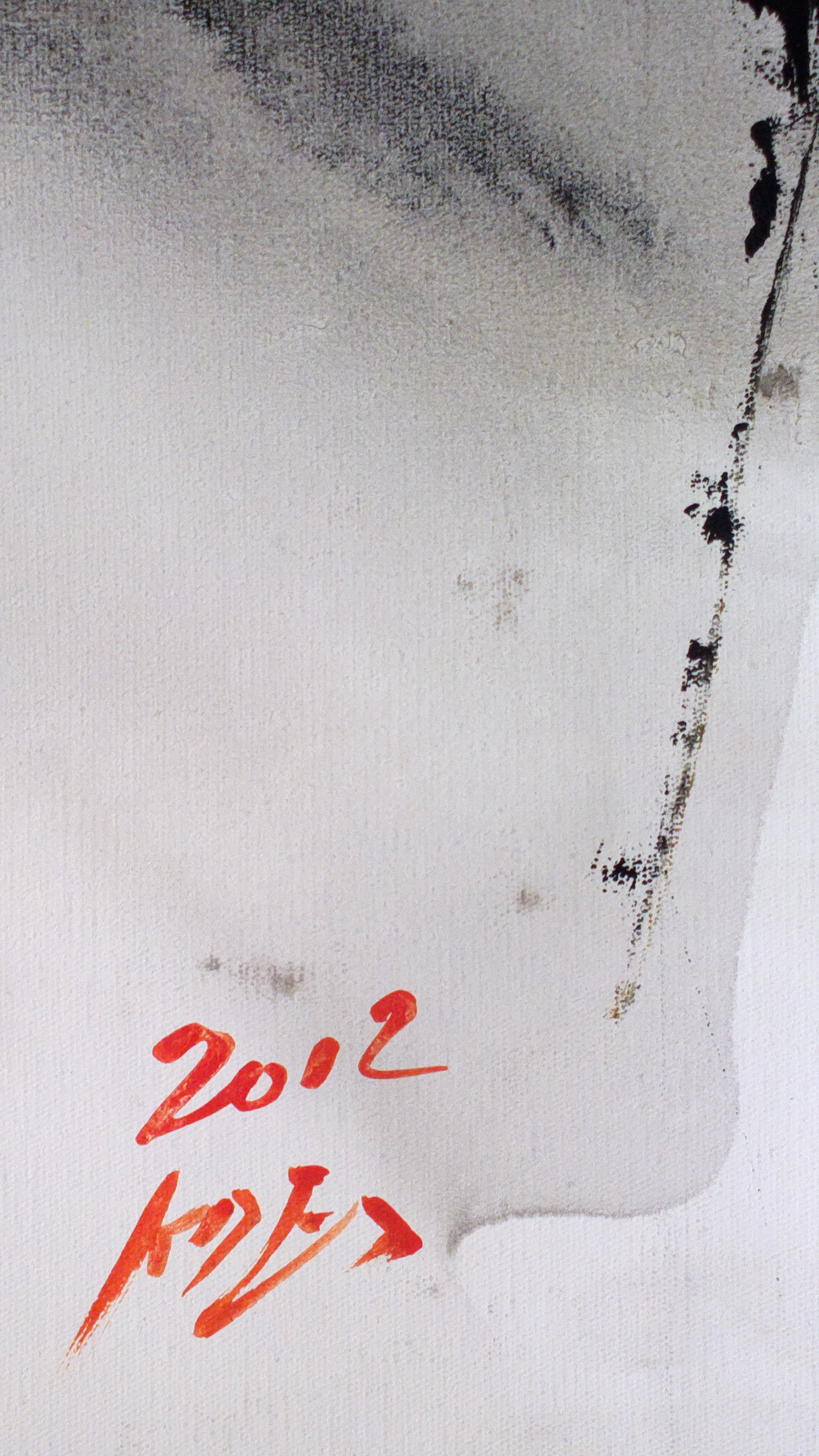

Signature de Kim En Joong

## Décoration
- Officier des Arts et des Lettres (2010)[18]